# Cankaya Belediyesi Ankara
Il Cankaya Belediyesi Ankara è una squadra di pallamano maschile turca, con sede ad Ankara.

## Palmarès

### Trofei nazionali
- Campione di Turchia: 4
  - 1995, 1996, 1997, 1999.